# 竊聽風雲2
《竊聽風雲2》是麥兆輝、莊文強編劇并導演的香港電影作品，於2011年上映，為2009年電影《竊聽風雲》的續集，但故事獨立成篇沒有關聯。同樣由古天樂、劉青雲及吳彥祖領銜主演，並以股市內幕作背景。

## 故事大綱
香港知名證券商總裁羅敏生，在一宗為逃避跟蹤而引起的車禍受傷。保安科總督察何智強到場調查，發現了羅的汽車裏被裝上的軍用竊聽器。幾經追查，何找出了身份神秘的竊聽者司馬念祖，繼而查出了在香港股市呼風喚雨的神秘組織「地主會」。
隨着何智強一步一步地邁向真相，羅敏生、司馬念祖和「地主會」的角力不斷升級，駭人的事實逐漸被一一披露！然而，何智強亦不自覺地牽涉入這場鬥爭之中，一場股壇風暴即將掀起······

## 演員表
| 演員                  | 角色     | 暱稱/關係 |
| 古天樂                | 何智強   | 香港警務處保安科反恐怖活動組總督察 深愛妻子徐歡 小海之姐夫兼上司 親自拘捕妻子入獄 |
| 劉青雲                | 羅敏生   | 民生證券公司總裁 「地主會」成員 曾受司馬祥恩惠 因司馬念祖錄音而入獄，後釋放 |
| 吳彥祖                | 司馬念祖 | 退伍軍人，竊聽者 司馬祥，司馬太太之子，要為其父親向黃世同等人報仇 後被黃世同開槍殺死，臨死前錄下了「地主會」的犯罪證據                                                                                            |
| 曾江                  | 黃世同   | 羅敏生稱其為「同叔」 「地主會」主席 七十年代金牌華資股票經紀 香港交易所前主席 華人富豪 近年退身幕後主導「地主會」 開槍殺死司馬念祖，後因犯下多名罪案被捕                                                          |
| 胡楓                  | 司馬祥   | 祥哥 司馬念祖之父，司馬太太之夫 「地主會」副主席 華人富豪 七十年代金牌華資股票經紀 曾幫助羅敏生渡過難關 一力承擔「地主會」被揭造市罪名，臨入獄前推薦羅敏生加入「地主會」，替代其位置 在獄中洗手間被黃世同手下殺死 |
| 江毅                  | 麥聖雲   | 羅敏生稱其為「聖雲叔」 「地主會」成員 七十年代金牌華資股票經紀 華人富豪 被司馬念祖長期竊聽及監視，後被其錄音而入獄                                                                                                |
| 郭鋒                  | 林潤柬   | 黃世同稱其為「阿林」 「地主會」成員 七十年代金牌華資股票經紀 華人富豪 被司馬念祖長期竊聽及監視，後被其錄音而入獄                                                                                                  |
| 駱應鈞                | 陳占     | 「地主會」成員 七十年代金牌華資股票經紀 華人富豪 被司馬念祖長期竊聽及監視，後被其錄音而入獄 |
| 袁富華                | 馬卓群   | 「地主會」成員 黃世同稱其為「馬仔」 七十年代金牌華資股票經紀 華人富豪 被司馬念祖長期竊聽及監視，後被其錄音而入獄                                                                                                  |
| 葉璇                  | 徐歡     | 何智強妻子 小海之姊 律師 因炒賣期貨挪用客戶資金而入獄 出獄後向何智強提出離婚 被司馬念祖所捉成為人質，後被獲救 最後由何智強親自拘捕入獄                                                                            |
| 黃奕 （配音：潘芳芳） | 郭丽萍   | 羅敏生妻子 羅敏生的代表律師 屢勸丈夫拋開一切歸隱 |
| 方中信                | Simon    | 「地主會」長包酒店廂房負責人 何智強前上司 |
| 劉浩龍                | 徐海     | 探員 何智強手下兼舅子 徐歡胞弟 工作至上，盡忠職守 |
| 焦姣                  | 司馬太太 | 司馬祥妻子 司馬念祖之母 患上腦退化症 在長安療養院居住 |
| 鄒凱光                | 阿挺     | 羅敏生手下 民生證券公司證券行經紀 羅敏生多年拍檔 口沒遮攔 |
| 林迪安                | 錦哥     | 黃世同手下 保安專家 為黃世同處理跟蹤、反跟蹤及殺人藏屍等事宜 最後被警方拘捕 |
| 蔣祖曼                | 阿芬     | 探員 何智強手下 |
| 林子博                |          | 阿錦手下 |
| 葉景文                | 院 長    | 長安療養院院長 |

## 票房
- 中国大陆首周四天人次为2360030，收7980万元，票房仅次于《蓝精灵》名列第二[1]，第二周以8130万元名列第一[2]，最终累计2.18亿。
- 香港首週四天票房則為707萬港元，僅次於荷里活電影《猿人爭霸戰：猩凶革命》[3]。

| 上一届： 《蓝精灵》               | 2011年中国内地一周票房冠军 第35周 | 下一届： 《源代码》   |
| 上一届： 《猿人爭霸戰：猩凶革命》 | 2011年香港一週票房冠軍 第34-35週  | 下一届： 《世紀戰疫》 |

## 奖项及提名
| 頒獎典禮                    | 獎項             | 名字           | 結果 |
| --------------------------- | ---------------- | -------------- | ---- |
| 第48屆金馬獎                | 最佳動作設計     | 林迪安         | 提名 |
| 第48屆金馬獎                | 最佳剪輯         | 彭正熙         | 提名 |
| 第48屆金馬獎                | 最佳音效         | 曾景祥         | 提名 |
| 第7届香港电影导演会年度大奖 | 年度推介电影     | 不適用         | 獲獎 |
| 第6屆亞洲電影大獎           | 最佳編劇         | 麥兆輝、莊文強 | 提名 |
| 第6屆亞洲電影大獎           | 最佳剪接         | 彭正熙         | 提名 |
| 第31届香港电影金像奖        | 最佳電影         | 不適用         | 提名 |
| 第31届香港电影金像奖        | 最佳导演         | 麥兆輝、莊文強 | 提名 |
| 第31届香港电影金像奖        | 最佳编剧         | 麥兆輝、莊文強 | 提名 |
| 第31届香港电影金像奖        | 最佳男主角       | 刘青云         | 提名 |
| 第31届香港电影金像奖        | 最佳男配角       | 曾江           | 提名 |
| 第31届香港电影金像奖        | 最佳原创电影音乐 | 陳光榮         | 提名 |
| 第31届香港电影金像奖        | 最佳摄影         | 潘耀明         | 提名 |
| 第31届香港电影金像奖        | 最佳剪接         | 彭正熙         | 提名 |
| 第31届香港电影金像奖        | 最佳音响效果     | 曾景祥         | 提名 |

## 外部連結
- WMOOV電影上《竊聽風雲2 （页面存档备份，存于）》的資料（中文）
- Yahoo奇摩電影上《竊聽風雲2》的資料（繁體中文）
- 開眼電影網上《竊聽風雲2》的資料（繁體中文）
- 豆瓣电影上《竊聽風雲2》的資料 （简体中文）
- 时光网上《竊聽風雲2》的資料（简体中文）
- AllMovie上《竊聽風雲2》的资料（英文）
- 爛番茄上《竊聽風雲2》的資料（英文）
- 香港影庫上《竊聽風雲2》的資料（繁體中文）
- 互联网电影数据库（IMDb）上《竊聽風雲2》的资料（英文）